# Еммо Гуммерйоганн
Еммо Гуммерйоганн (нім. Emmo Hummerjohann; 15 квітня 1916, Меллендорф — 16 жовтня 1943, Атлантичний океан) — німецький офіцер-підводник, оберлейтенант-цур-зее крігсмаріне.

## Біографія
3 квітня 1937 року вступив на флот. З 2 вересня 1939 року — ад'ютант керівника мінних тральщиків на Заході в Куксгафені. З жовтня 1939 року — вахтовий офіцер в ескортній флотилії у Куксгафені, в березні — вересні 1940 року — в 4-й флотилії мінних тральщиків. З листопада 1940 року — командир корабля 44-ї флотилії мінних тральщиків.
З 24 листопада 1941 по травень 1942 року пройшов курс підводника. З 30 червня по 7 грудня 1942 року — 1-й вахтовий офіцер на підводному човні U-205, на якому взяв участь у трьох походах; під час першого походу був потоплений легкий крейсер «Герміона» водотоннажністю 5450 тонн. З 9 грудня 1942 по 14 січня 1943 року пройшов курс командира човна. У січні 1943 року направлений на будівництво U-964. З 18 лютого 1943 року — командир U-964. 30 вересня 1943 року вийшов у свій перший і останній похід. 16 жовтня 1943 року човен був потоплений в Північній Атлантиці південно-східніше мису Фарвель (57°27′ пн. ш. 28°17′ зх. д.) глибинними бомбами британського важкого бомбардувальника «Ліберейтор». 3 членів екіпажу були врятовані, 47 (включно з Гуммерйоганном) загинули.

## Звання
- Кандидат в офіцери (3 квітня 1937)
- Морський кадет (21 вересня 1937)
- Фенріх-цур-зее (1 травня 1938)
- Оберфенріх-цур-зее (1 липня 1939)
- Лейтенант-цур-зее (1 серпня 1939)
- Оберлейтенант-цур-зее (1 вересня 1941)

## Нагороди
- Залізний хрест 2-го класу (серпень 1940)
- Нагрудний знак мінних тральщиків (лютий 1941)
- Нагрудний знак підводника (20 листопада 1942)